# Beatrice Eli
Beatrice Elin Elisabeth Blennberger med artistnamnet Beatrice Eli, född den 9 januari 1987 i Stockholm, är en svensk popartist.
Beatrice Eli är uppvuxen i Farsta och albumdebuterade 2014 med Die another day. Hon medverkar även på Kents album Tigerdrottningen från 2014.
Beatrice Eli var i ett förhållande med rapparen Silvana Imam och i juni 2015 uppträdde de tillsammans i Göteborg under namnet Vierge Moderne.

## Diskografi

### Album
- 2014 – Die another day

### Singlar och EP-skivor
- 2012 – It's over EP
- 2014 – Girls
- 2014 – Moment of clarity
- 2015 – Trust issues
- 2017 – Careful
- 2017 – That's not us
- 2017 – The Careful EP

### Låtsamarbeten
- 2014 – Kent - Godhet

## Utmärkelser
- 2014 – Musikförläggarnas stipendium[6]
- 2015 – Årets Pop P3-Guld[7]